# Hydrellia valida
Hydrellia valida är en tvåvingeart som beskrevs av Friedrich Hermann Loew 1862. Hydrellia valida ingår i släktet Hydrellia och familjen vattenflugor. Inga underarter finns listade i Catalogue of Life.